# Curtonotidae
Curtonotidae är en familj av tvåvingar. Curtonotidae ingår i ordningen tvåvingar, klassen egentliga insekter, fylumet leddjur och riket djur. Enligt Catalogue of Life omfattar familjen Curtonotidae 64 arter. 

## Bildgalleri

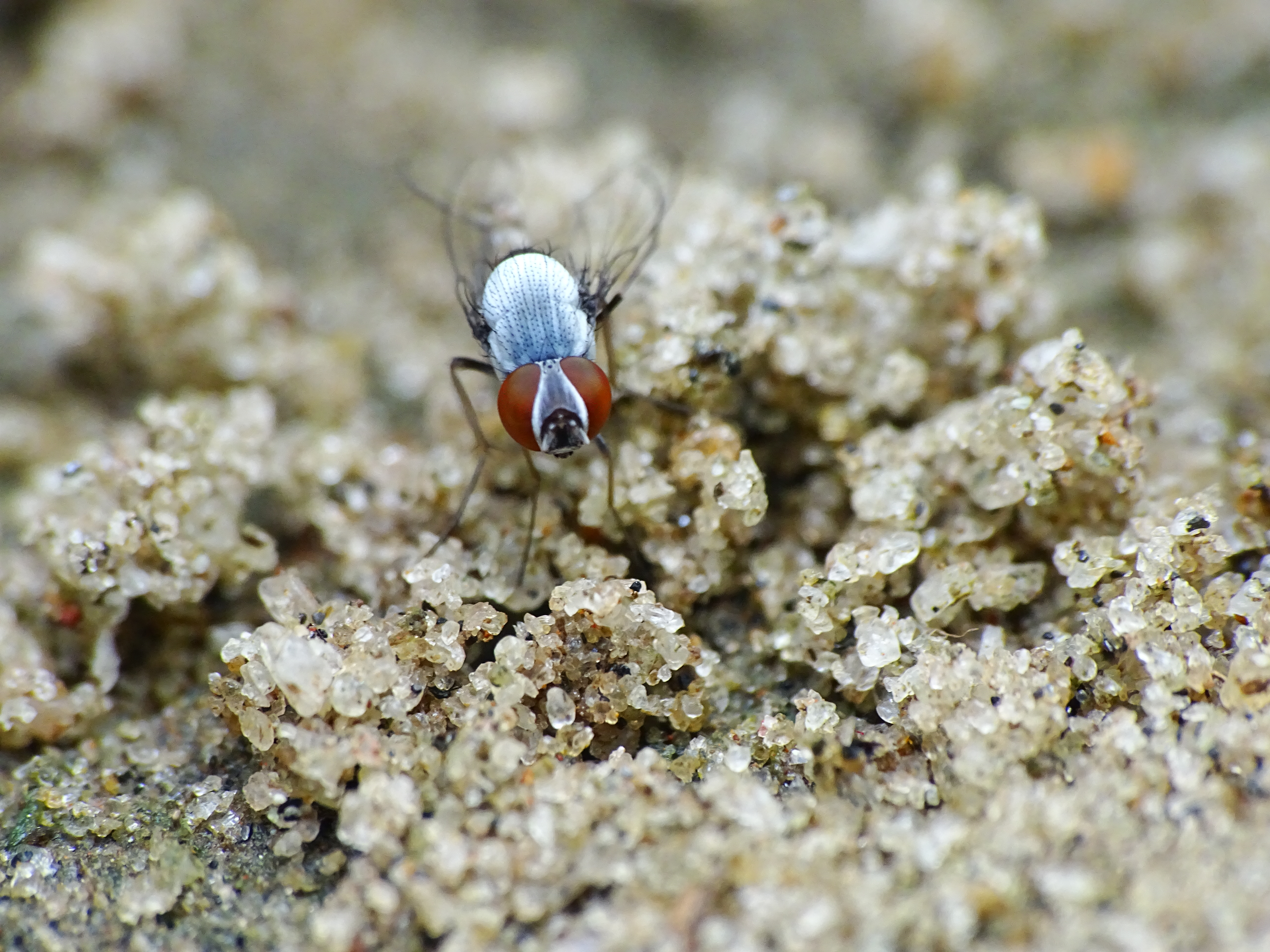